# 파트너 (드라마)
《파트너》(일본어: 相棒)는 TV 아사히·토에이 제작하고 매 기수별로 16시즌 연속으로 방영 중인 일본의 시즌제 형사 드라마이다.
2000년 6월부터 2001년 11월에 걸쳐 TV 아사히 계열의 〈토요 와이드 극장〉에서 단발 드라마로 방송되어, 2002년 10월부터 연속 드라마로 시리즈 방송되고 있다. 파생 작품으로 극장판 세 작품과 스핀오프 영화 두 작품이 개봉되었다.
본 항목에서 〈PS.〉는 Pre season, 〈S.〉는 season을 나타낸다.

## 개요
스기시타 우쿄가 계장을 맡은 경시청 내의 창가 부서 〈특명계〉를 무대로 한 형사 드라마.

## 등장인물

### 경시청 특명계
스기시타 우쿄 - 미즈타니 유타카 (경부보→경부)
계장.
카메야마 카오루 - 테라와키 야스후미 (순사→순사부장/PS.1 ~ S.7-9)
우쿄의 초대 파트너.
칸베 타케루 - 오이카와 미츠히로 (경시→경부보/S.7-19 ~ S.10-19)
우쿄의 2대째 파트너.
카이 토오루 - 나리미야 히로키 (순사부장/S.11-1 ~ S.13-19)
우쿄의 3대째 파트너.
카부라기 와타루 - 소리마치 타카시 (S.14-1 ~ )
우쿄의 4대째 파트너.

## 방송 일자

### Pre season
- 타이틀은 각각 〈파트너 1〉 〈파트너 2〉 〈파트너 3〉.
- 제1화부터 제3화의 재편집판을 각각 2001년 7월, 2002년 7월, 2003년 7월에 토요 와이드 극장에서 방송.

| 화 수 | 방송일          | 부제                             | 각본              | 감독          | 시청률 |
| ----- | --------------- | -------------------------------- | ----------------- | ------------- | ------ |
| 제1화 | 2000년 6월 3일  | 형사가 경관을 죽였다!?           | 코시미즈 야스히로 | 이즈미 세이지 | 17.7%  |
| 제2화 | 2001년 1월 27일 | 공포의 살인마 연속 살인!         | 코시미즈 야스히로 | 이즈미 세이지 | 22.0%  |
| 제3화 | 11월 10일       | 대학 병원 조교수, 추락 살인사건! | 코시미즈 야스히로 | 이즈미 세이지 | 17.4%  |

#### 번외편
- 토요 와이드 극장 특별 기획으로 방송.

| 타이틀                                                           | 화 수 | 방송일         | 각본              | 감독          | 시청률 |
| ---------------------------------------------------------------- | ----- | -------------- | ----------------- | ------------- | ------ |
| 극장판 개봉 기념 스페셜 〈명콤비 탄생 편〉                       | 제1화 | 2008년 5월 3일 | 코시미즈 야스히로 | 히가시 신지   | 20.6%  |
| 영화 대히트 감사 스페셜 〈파트너 3~지금 밝혀지는 7년째의 진실!〉 | 제3화 | 6월 14일       | 코시미즈 야스히로 | 안요지 타쿠미 | 16.9%  |

### season1
- 2002년 10월 9일 ~ 12월 25일, 전 12화, 평균 시청률 13.1%.
- 제1화는 20시 00분부터 21시 48분까지의 2시간 SP.
- 제7화는 21시 30분부터 22시 24분까지의 방송.
- 최종화는 21시 30분부터 23시 24분까지의 2시간 SP.

| 화 수                                                       | 방송일          | 부제                                                                       | 각본              | 감독            | 시청률 |
| ----------------------------------------------------------- | --------------- | -------------------------------------------------------------------------- | ----------------- | --------------- | ------ |
| 제1화                                                       | 2002년 10월 9일 | 경시총감실에 다이너마이트남이 난입! 형사가 인질로!? 범죄의 뒤에 여자 있음… | 코시미즈 야스히로 | 이즈미 세이지   | 16.3%  |
| 제2화                                                       | 10월 16일       | 교수 부인과 그 애인                                                        | 코시미즈 야스히로 | 아소 마나부     | 11.8%  |
| 제3화                                                       | 10월 23일       | 비밀의 전 아이돌 아내                                                      | 사쿠라이 타케하루 | 이즈미 세이지   | 12.5%  |
| 제4화                                                       | 10월 30일       | 속옷 도둑과 살아있던 사체                                                  | 사쿠라이 타케하루 | 아소 마나부     | 9.4%   |
| 제5화                                                       | 11월 6일        | 목격자                                                                     | 코시미즈 야스히로 | 이즈미 세이지   | 13.2%  |
| 제6화                                                       | 11월 13일       | 죽은 사기꾼과 여자 미술관장의 지문                                         | 스나모토 하카루   | 이즈미 세이지   | 13.9%  |
| 제7화                                                       | 11월 20일       | 살인 칵테일                                                                | 사쿠라이 타케하루 | 오오이 토시오   | 12.6%  |
| 제8화                                                       | 11월 27일       | 가면의 고백                                                                | 코시미즈 야스히로 | 오오이 토시오   | 11.9%  |
| 제9화                                                       | 12월 4일        | 인간 소실                                                                  | 스나모토 하카루   | 요시노 세이스케 | 15.2%  |
| 제10화                                                      | 12월 11일       | 최후의 등불                                                                | 사쿠라이 타케하루 | 오오이 토시오   | 12.9%  |
| 제11화                                                      | 12월 18일       | 우쿄 공격당하다~특명계 15년째의 진실                                       | 코시미즈 야스히로 | 이즈미 세이지   | 14.2%  |
| 최종화                                                      | 12월 25일       | 오후 9시 30분의 복수 특명계, 최후의 사건                                   | 코시미즈 야스히로 | 이즈미 세이지   | 13.0%  |
| 평균 시청률 13.1% (시청률은 칸토 지구·비디오 리서치사 조사) |                 |                                                                            |                   |                 |        |

### season2
- 2003년 10월 8일 ~ 2004년 3월 17일, 전 21화, 평균 시청률 12.7%.
- 이 시즌부터 반 년 간의 방송이 되었고, 타이틀이 《파트너·경시청 둘만의 특명계》에서 《파트너》로 간략화하여 표기되기 시작했다.
- 제1화·최종화는 20시 00분부터 21시 54분까지의 2시간 SP.
- 제6화·제16화는 21시 30분부터 22시 24분까지의 방송.

| 화 수                                                       | 방송일          | 부제                                   | 각본              | 감독            | 시청률 |
| ----------------------------------------------------------- | --------------- | -------------------------------------- | ----------------- | --------------- | ------ |
| 제1화                                                       | 2003년 10월 8일 | 런던으로부터의 귀환~벨라도나의 붉은 덫 | 코시미즈 야스히로 | 이즈미 세이지   | 17.0%  |
| 제2화                                                       | 10월 15일       | 특명계 부활                            | 코시미즈 야스히로 | 이즈미 세이지   | 16.3%  |
| 제3화                                                       | 10월 29일       | 살인 만찬회                            | 사쿠라이 타케하루 | 오오이 토시오   | 16.4%  |
| 제4화                                                       | 11월 5일        | 사라지는 총탄                          | 스나모토 하카루   | 오오이 토시오   | 10.5%  |
| 제5화                                                       | 11월 12일       | 거미녀의 사랑                          | 스나모토 하카루   | 오오이 토시오   | 15.0%  |
| 제6화                                                       | 11월 19일       | 죽여줘라고 그 녀석은 말했다            | 스나모토 하카루   | 오오이 토시오   | 11.6%  |
| 제7화                                                       | 11월 26일       | 사라진 사체                            | 사쿠라이 타케하루 | 이즈미 세이지   | 12.6%  |
| 제8화                                                       | 12월 3일        | 목숨의 값                              | 사쿠라이 타케하루 | 하시모토 하지메 | 11.2%  |
| 제9화                                                       | 12월 10일       | 소년과 금화                            | 스나모토 하카루   | 이즈미 세이지   | 11.9%  |
| 제10화                                                      | 12월 17일       | 살의 있음                              | 코시미즈 야스히로 | 오오이 토시오   | 10.6%  |
| 제11화                                                      | 2004년 1월 7일  | 비서가 했습니다                        | 코시미즈 야스히로 | 이즈미 세이지   | 9.2%   |
| 제12화                                                      | 1월 14일        | 퀴즈왕                                 | 후카자와 마사키   | 이즈미 세이지   | 12.5%  |
| 제13화                                                      | 1월 21일        | 행방불명                               | 코시미즈 야스히로 | 오오이 토시오   | 13.0%  |
| 제14화                                                      | 1월 28일        | 빙녀                                   | 스나모토 하카루   | 오오이 토시오   | 13.9%  |
| 제15화                                                      | 2월 4일         | 설원의 살의                            | 사쿠라이 타케하루 | 이즈미 세이지   | 10.7%  |
| 제16화                                                      | 2월 11일        | 하얀 덫                                | 사쿠라이 타케하루 | 이즈미 세이지   | 12.2%  |
| 제17화                                                      | 2월 18일        | 동시 다발 유괴~사라진 16명의 아이들    | 스나모토 하카루   | 요시노 세이스케 | 9.0%   |
| 제18화                                                      | 2월 25일        | 피르이터                               | 코시미즈 야스히로 | 하세베 야스하루 | 13.7%  |
| 제19화                                                      | 3월 3일         | 기물 유괴                              | 사카타 요시카즈   | 하세베 야스하루 | 13.2%  |
| 제20화                                                      | 3월 10일        | 2분의 1의 살의                         | 후카자와 마사키   | 이즈미 세이지   | 11.0%  |
| 최종화                                                      | 3월 17일        | 사형~살아있던 사형수와 붉은 벨의 여자  | 코시미즈 야스히로 | 이즈미 세이지   | 16.1%  |
| 평균 시청률 12.7% (시청률은 칸토 지구·비디오 리서치사 조사) |                 |                                        |                   |                 |        |

### season3
- 2004년 10월 13일 ~ 2005년 3월 23일, 전 19화, 평균 시청률 13.2%.
- 제1화·제9화는 20시 00분부터 21시 54분까지의 2시간 SP.
- 최종화는 21시 00분부터 22시 30분까지의 90분 SP.

| 화 수                                                       | 방송일           | 부제                                       | 각본                                        | 감독                                        | 시청률 |
| ----------------------------------------------------------- | ---------------- | ------------------------------------------ | ------------------------------------------- | ------------------------------------------- | ------ |
| 제1화                                                       | 2004년 10월 13일 | 쌍두의 악마                                | 코시미즈 야스히로                           | 이즈미 세이지                               | 14.5%  |
| 제2화                                                       | 10월 20일        | 쌍두의 악마 II~타락천사                    | 코시미즈 야스히로                           | 이즈미 세이지                               | 12.2%  |
| 제3화                                                       | 10월 27일        | 쌍두의 악마 III~악덕의 연쇄                | 코시미즈 야스히로                           | 이즈미 세이지                               | 13.8%  |
| 제4화                                                       | 11월 10일        | 여배우~전편~                               | 코시미즈 야스히로                           | 이즈미 세이지                               | 14.1%  |
| 제5화                                                       | 11월 24일        | 여배우~후편~                               | 코시미즈 야스히로                           | 이즈미 세이지                               | 13.4%  |
| 제6화                                                       | 12월 1일         | 제3의 남자                                 | 스나모토 하카루                             | 하세베 야스하루                             | 12.1%  |
| 제7화 (결번)                                                | 12월 8일         | 꿈을 먹는 여자                             | 스나모토 하카루                             | 하세베 야스하루                             | 12.4%  |
| 제8화 (제7화)                                               | 12월 15일        | 유괴 협주곡                                | 사쿠라이 타케하루                           | 이자키 노부아키                             | 9.5%   |
| 제9화 (제8화)                                               | 2005년 1월 5일   | 잠입 수사~내 남자친구를 찾아줘!            | 코시미즈 야스히로                           | 하시모토 하지메                             | 15.2%  |
| 제10화 (제9화)                                              | 1월 12일         | 고스트~살의의 와인                         | 아즈마 타에코                               | 하세베 야스하루                             | 12.0%  |
| 제11화 (제10화)                                             | 1월 19일         | 흔해빠진 살인~시효 성립 후에 진범인 자수!? | 사쿠라이 타케하루                           | 이즈미 세이지                               | 12.2%  |
| 제12화 (제11화)                                             | 1월 26일         | 예고 살인~노려진 미인 자매의 수수께끼      | 스나모토 하카루                             | 이즈미 세이지                               | 14.6%  |
| 제13화 (제12화)                                             | 2월 2일          | 경관 살인~총에 남겨진 붉은 지문            | 사쿠라이 타케하루                           | 하세베 야스하루                             | 13.4%  |
| 제14화 (제13화)                                             | 2월 16일         | 장미와 립스틱~명문 살인 학원의 미녀        | 이와시타 유코                               | 하시모토 하지메                             | 12.9%  |
| 제15화 (제14화)                                             | 2월 23일         | 살인 피아노                                | 사쿠라이 타케하루                           | 이즈미 세이지                               | 11.5%  |
| 제16화 (제15화)                                             | 3월 2일          | 인간 폭탄                                  | 스나모토 하카루                             | 이즈미 세이지                               | 13.4%  |
| 제17화 (제16화)                                             | 3월 9일          | 다시 쓰는 여자                             | 하야시 마코토                               | 하시모토 하지메                             | 14.3%  |
| 제18화 (제17화)                                             | 3월 16일         | 대통령의 음모                              | 콘도 토시아키 (각본 협력:코시미즈 야스히로) | 콘도 토시아키 (각본 협력:코시미즈 야스히로) | 11.6%  |
| 최종화                                                      | 3월 23일         | 이형의 절                                  | 코시미즈 야스히로                           | 이즈미 세이지                               | 14.1%  |
| 평균 시청률 13.2% (시청률은 칸토 지구·비디오 리서치사 조사) |                  |                                            |                                             |                                             |        |

### season4
- 2005년 10월 12일 ~ 2006년 3월 15일, 전 21화, 평균 시청률 14.7%.
- 제1화는 20시 00분부터 21시 54분까지의 2시간 SP.
- 제11화는 일요일 21시 00분부터 23시 30분까지의 2시간 30분 SP.
- 최종화는 20시 00분부터 21시 48분까지의 2시간 SP.

| 화 수                                                       | 방송일           | 부제                 | 각본                                      | 감독            | 시청률 |
| ----------------------------------------------------------- | ---------------- | -------------------- | ----------------------------------------- | --------------- | ------ |
| 제1화                                                       | 2005년 10월 12일 | 각하의 성            | 코시미즈 야스히로                         | 이즈미 세이지   | 13.3%  |
| 제2화                                                       | 10월 19일        | 살인 강의            | 코사와 료타                               | 하세베 야스하루 | 14.7%  |
| 제3화                                                       | 10월 26일        | 검은 옷의 신부       | 스나모토 하카루                           | 하세베 야스하루 | 12.4%  |
| 제4화                                                       | 11월 2일         | 비밀스러운 연속 살인 | 스나모토 하카루 세마키 료켄 (스토 야스시) | 이즈미 세이지   | 14.8%  |
| 제5화                                                       | 11월 9일         | 악마의 속삭임        | 스나모토 하카루 세마키 료켄 (스토 야스시) | 이즈미 세이지   | 13.8%  |
| 제6화                                                       | 11월 16일        | 살인 히터            | 사쿠라이 타케하루                         | 콘도 토시아키   | 13.5%  |
| 제7화                                                       | 11월 23일        | 파문                 | 이리에 싱고                               | 모리모토 히로시 | 12.7%  |
| 제8화                                                       | 11월 30일        | 감금                 | 코사와 료타                               | 이즈미 세이지   | 14.0%  |
| 제9화                                                       | 12월 7일         | 원죄                 | 사쿠라이 타케하루                         | 이즈미 세이지   | 12.0%  |
| 제10화                                                      | 12월 14일        | 살인 생중계          | 코사와 료타                               | 콘도 토시아키   | 16.3%  |
| 제11화                                                      | 2006년 1월 1일   | 더러운 장난          | 코시미즈 야스히로                         | 이즈미 세이지   | 16.1%  |
| 제12화                                                      | 1월 11일         | 녹색 살의            | 토다야마 마사시                           | 하시모토 하지메 | 12.5%  |
| 제13화                                                      | 1월 18일         | 최후의 착신          | 사쿠라이 타케하루                         | 니시야마 타로   | 16.8%  |
| 제14화                                                      | 1월 25일         | 호랑나비             | 이와시타 유코                             | 하시모토 하지메 | 15.3%  |
| 제15화                                                      | 2월 1일          | 살인 세레브          | 마나베 치아키 (협력:사쿠라이 타케하루)    | 이즈미 세이지   | 16.5%  |
| 제16화                                                      | 2월 8일          | 천재의 계보          | 코사와 료타                               | 이즈미 세이지   | 16.2%  |
| 제17화                                                      | 2월 15일         | 고발의 행방          | 사쿠라이 타케하루                         | 하시모토 하지메 | 13.8%  |
| 제18화                                                      | 2월 22일         | 절약 살인            | 하야시 마코토                             | 하시모토 하지메 | 17.7%  |
| 제19화                                                      | 3월 1일          | 재수가 없는 여자     | 코사와 료타                               | 이즈미 세이지   | 15.8%  |
| 제20화                                                      | 3월 8일          | 7인의 용의자         | 사쿠라이 타케하루                         | 모리모토 히로시 | 13.4%  |
| 최종화                                                      | 3월 15일         | 사쿠라다몬 내의 변   | 코시미즈 야스히로                         | 이즈미 세이지   | 16.5%  |
| 평균 시청률 14.7% (시청률은 칸토 지구·비디오 리서치사 조사) |                  |                      |                                           |                 |        |

### season5
- 2006년 10월 11일 ~ 2007년 3월 14일, 전 20화, 평균 시청률 16.1%.
- 제1화·최종화는 20시 00분부터 21시 54분까지의 2시간 SP.
- 제11화는 월요일 21시 00분부터 23시 30분까지의 2시간 30분 SP.

| 화 수                                                       | 방송일           | 부제                              | 각본                                 | 감독            | 시청률 |
| ----------------------------------------------------------- | ---------------- | --------------------------------- | ------------------------------------ | --------------- | ------ |
| 제1화                                                       | 2006년 10월 11일 | 스기시타 우쿄 최초의 사건         | 코시미즈 야스히로                    | 이즈미 세이지   | 15.5%  |
| 제2화                                                       | 10월 18일        | 스위트 홈                         | 코사와 료타                          | 모리모토 히로시 | 14.7%  |
| 제3화                                                       | 10월 25일        | 범인은 스즈키                     | 이와시타 유코                        | 모리모토 히로시 | 15.6%  |
| 제4화                                                       | 11월 1일         | 거짓말쟁이                        | 토다야마 마사시                      | 이즈미 세이지   | 16.2%  |
| 제5화                                                       | 11월 8일         | 악마에의 복수 살인                | 사쿠라이 타케하루                    | 이즈미 세이지   | 15.4%  |
| 제6화                                                       | 11월 15일        | 월부                              | 니시무라 야스아키                    | 콘도 토시아키   | 13.9%  |
| 제7화                                                       | 11월 22일        | 검성                              | 코사와 료타                          | 니시야마 타로   | 14.3%  |
| 제8화                                                       | 11월 29일        | 붉은 리본과 형사                  | 이와시타 유코                        | 이즈미 세이지   | 15.9%  |
| 제9화                                                       | 12월 6일         | 살인 와인셀러                     | 사쿠라이 타케하루                    | 이즈미 세이지   | 17.6%  |
| 제10화                                                      | 12월 13일        | 명탐정 등장                       | 토다야마 마사시                      | 하세베 야스하루 | 16.0%  |
| 제11화                                                      | 2007년 1월 1일   | 바벨의 탑~사상 최악의 카운트다운! | 코사와 료타                          | 이즈미 세이지   | 13.8%  |
| 제12화                                                      | 1월 10일         | 이리의 행방                       | 요시모토 사토코 (협력:이와시타 유코) | 하세베 야스하루 | 17.9%  |
| 제13화                                                      | 1월 17일         | W의 비희극                        | 코시미즈 야스히로                    | 콘도 토시아키   | 18.1%  |
| 제14화                                                      | 1월 24일         | 바치는 여자                       | 이와시타 유코                        | 하세베 야스하루 | 16.8%  |
| 제15화                                                      | 1월 31일         | 배신자                            | 사쿠라이 타케하루                    | 하세베 야스하루 | 16.6%  |
| 제16화                                                      | 2월 7일          | 예스터데이                        | 코사와 료타                          | 이즈미 세이지   | 15.7%  |
| 제17화                                                      | 2월 14일         | 여왕의 궁전                       | 토다야마 마사시                      | 이즈미 세이지   | 17.1%  |
| 제18화                                                      | 2월 28일         | 살인의 자격                       | 토다야마 마사시                      | 하시모토 하지메 | 17.0%  |
| 제19화                                                      | 3월 7일          | 살인 시네마                       | 이와시타 유코                        | 하시모토 하지메 | 15.3%  |
| 최종화                                                      | 3월 14일         | 애기동백이 필 무렵                | 사쿠라이 타케하루                    | 이즈미 세이지   | 18.6%  |
| 평균 시청률 16.1% (시청률은 칸토 지구·비디오 리서치사 조사) |                  |                                   |                                      |                 |        |

### season6
- 2007년 10월 24일 ~ 2008년 3월 19일, 전 19화, 평균 시청률 15.9%.
- 제1화·최종화는 20시 00분부터 21시 54분까지의 2시간 SP.
- 제4화·제5화는 21시 30분부터 22시 24분까지의 방송.
- 제10화는 《개국 50주년 기념》으로 화요일 21시 00분부터 23시 30분까지의 2시간 반 SP.

| 화 수                                                       | 방송일           | 부제                             | 각본                                     | 감독            | 시청률 |
| ----------------------------------------------------------- | ---------------- | -------------------------------- | ---------------------------------------- | --------------- | ------ |
| 제1화                                                       | 2007년 10월 24일 | 복안의 법정                      | 사쿠라이 타케하루                        | 이즈미 세이지   | 15.9%  |
| 제2화                                                       | 10월 31일        | 진카와 경부보의 재난             | 토다야마 마사시                          | 모리모토 히로시 | 15.1%  |
| 제3화                                                       | 11월 7일         | 당랑들의 행복                    | 토다야마 마사시                          | 이즈미 세이지   | 16.0%  |
| 제4화                                                       | 11월 14일        | TAXI                             | 니시무라 야스아키                        | 모리모토 히로시 | 14.2%  |
| 제5화                                                       | 11월 21일        | 나부는 말한다                    | 요시모토 마사히로                        | 이즈미 세이지   | 14.2%  |
| 제6화                                                       | 11월 28일        | 이 가슴의 고동을                 | 이리에 싱고                              | 모리모토 히로시 | 14.6%  |
| 제7화                                                       | 12월 5일         | 공중의 누각                      | 이와시타 유코                            | 모리모토 히로시 | 12.5%  |
| 제8화                                                       | 12월 12일        | 정의의 날개                      | 이와시타 유코                            | 하세베 야스하루 | 16.8%  |
| 제9화                                                       | 12월 19일        | 편집된 살인                      | 사쿠라이 타케하루                        | 하세베 야스하루 | 17.5%  |
| 제10화                                                      | 2008년 1월 1일   | 침대 특급 카시오페이아 살인사건! | 토다야마 마사시                          | 이즈미 세이지   | 16.9%  |
| 제11화                                                      | 1월 16일         | 재수가 있는 여자                 | 코사와 료타                              | 이즈미 세이지   | 17.7%  |
| 제12화                                                      | 1월 23일         | 노려진 여자                      | 코사와 료타                              | 이즈미 세이지   | 15.9%  |
| 제13화                                                      | 1월 30일         | 메릴린을 찾아라                  | 이와시타 유코                            | 콘도 토시아키   | 15.1%  |
| 제14화                                                      | 2월 6일          | 호박색 살인                      | 사쿠라이 타케하루                        | 하세베 야스하루 | 15.9%  |
| 제15화                                                      | 2월 13일         | 20세기로부터의 복수              | 요시모토 마사히로 (협력:타카하시 토오루) | 하세베 야스하루 | 18.3%  |
| 제16화                                                      | 2월 20일         | 악녀의 증명                      | 토다야마 마사시                          | 이즈미 세이지   | 14.7%  |
| 제17화                                                      | 3월 5일          | 신·W의 비희극                    | 코시미즈 야스히로                        | 콘도 토시아키   | 16.9%  |
| 제18화                                                      | 3월 12일         | 하얀 목소리                      | 이와시타 유코                            | 하세베 야스하루 | 15.7%  |
| 최종화                                                      | 3월 19일         | 묵시록                           | 사쿠라이 타케하루                        | 이즈미 세이지   | 17.8%  |
| 평균 시청률 15.9% (시청률은 칸토 지구·비디오 리서치사 조사) |                  |                                  |                                          |                 |        |

### season7
- 2008년 10월 22일 ~ 2009년 3월 18일, 전 19화, 평균 시청률 18.1%.
- 제1화·최종화는 20시 00분부터 21시 54분까지의 2시간 SP.
- 제3화·제14화는 21시 30분부터 22시 24분까지의 방송.
- 제10화는 《TV 아사히 개국 50주년 기념 프로그램》으로 목요일 21시 00분부터 23시 30분까지의 2시간 반 SP.

| 화 수                                                       | 방송일           | 부제                                     | 각본              | 감독            | 시청률 |
| ----------------------------------------------------------- | ---------------- | ---------------------------------------- | ----------------- | --------------- | ------ |
| 제1화                                                       | 2008년 10월 22일 | 환류~밀실의 혼미                         | 코시미즈 야스히로 | 이즈미 세이지   | 17.9%  |
| 제2화                                                       | 10월 29일        | 환류~악의의 부재                         | 코시미즈 야스히로 | 이즈미 세이지   | 19.7%  |
| 제3화                                                       | 11월 5일         | 침묵의 카나리아                          | 토쿠나가 토미히코 | 히가시 신지     | 15.0%  |
| 제4화                                                       | 11월 12일        | 옆방의 여자                              | 이와시타 유코     | 하세베 야스하루 | 20.7%  |
| 제5화                                                       | 11월 19일        | 얼굴이 없는 여신                         | 와타나베 유스케   | 콘도 토시아키   | 17.3%  |
| 제6화                                                       | 11월 26일        | 희망의 종반                              | 사쿠라이 타케하루 | 하세베 야스하루 | 15.7%  |
| 제7화                                                       | 12월 3일         | 최후의 울타리                            | 사쿠라이 타케하루 | 콘도 토시아키   | 15.1%  |
| 제8화                                                       | 12월 10일        | 레벨 4~전편                              | 코시미즈 야스히로 | 이즈미 세이지   | 17.4%  |
| 제9화                                                       | 12월 17일        | 레벨 4~후편·카오루 최후의 사건           | 코시미즈 야스히로 | 이즈미 세이지   | 19.6%  |
| 제10화                                                      | 2009년 1월 1일   | 노아의 방주~성야의 대정전은 살인 초대장! | 토쿠나가 토미히코 | 이즈미 세이지   | 17.4%  |
| 제11화                                                      | 1월 14일         | 월경 수사                                | 하세베 바쿠시노   | 하시모토 하지메 | 20.5%  |
| 제12화                                                      | 1월 21일         | 도망자                                   | 사쿠라이 타케하루 | 하시모토 하지메 | 18.8%  |
| 제13화                                                      | 1월 28일         | 초능력 소년                              | 사쿠라이 타케하루 | 콘도 토시아키   | 20.2%  |
| 제14화                                                      | 2월 11일         | 남장 여인                                | 사에키 토시미치   | 콘도 토시아키   | 16.1%  |
| 제15화                                                      | 2월 18일         | 밀애                                     | 코사와 료타       | 이즈미 세이지   | 17.3%  |
| 제16화                                                      | 2월 25일         | 머리를 잘린 여자                         | 토쿠나가 토미히코 | 히가시 신지     | 17.9%  |
| 제17화                                                      | 3월 4일          | 천재들의 최후                            | 하타노 미야코     | 이즈미 세이지   | 16.9%  |
| 제18화                                                      | 3월 11일         | 악의의 행방                              | 사쿠라이 타케하루 | 히가시 신지     | 21.7%  |
| 최종화                                                      | 3월 18일         | 특명                                     | 코시미즈 야스히로 | 이즈미 세이지   | 19.5%  |
| 평균 시청률 18.1% (시청률은 칸토 지구·비디오 리서치사 조사) |                  |                                          |                   |                 |        |

### season8
- 2009년 10월 14일 ~ 2010년 3월 10일, 전 19화, 평균 시청률 17.7%.
- 제1화·최종화는 20시 00분부터 21시 48분까지의 2시간 SP.
- 제10화는 금요일 21시 00분부터 23시 30분까지의 2시간 반 SP.

| 화 수                                                       | 방송일           | 부제                | 각본                                     | 감독            | 시청률 |
| ----------------------------------------------------------- | ---------------- | ------------------- | ---------------------------------------- | --------------- | ------ |
| 제1화                                                       | 2009년 10월 14일 | 카나리아의 딸       | 코시미즈 야스히로                        | 이즈미 세이지   | 19.4%  |
| 제2화                                                       | 10월 21일        | 안녕, 버드랜드      | 오오타 아이                              | 이즈미 세이지   | 16.6%  |
| 제3화                                                       | 10월 28일        | 미스 그린의 비밀    | 오오타 아이                              | 이즈미 세이지   | 18.9%  |
| 제4화                                                       | 11월 11일        | 착각 살인           | 토다야마 마사시                          | 하시모토 하지메 | 17.8%  |
| 제5화                                                       | 11월 18일        | 배신의 도화         | 토쿠나가 토미히코                        | 하시모토 하지메 | 17.6%  |
| 제6화                                                       | 11월 25일        | 펜스의 거리에서     | 후쿠다 켄이치                            | 히가시 신지     | 18.0%  |
| 제7화                                                       | 12월 2일         | 닭과 우도           | 사쿠라이 타케하루                        | 히가시 신지     | 16.1%  |
| 제8화                                                       | 12월 9일         | 사라진 승객         | 토쿠나가 토미히코                        | 이즈미 세이지   | 18.0%  |
| 제9화                                                       | 12월 16일        | 가석방              | 하세베 바쿠시노                          | 이즈미 세이지   | 18.5%  |
| 제10화                                                      | 2010년 1월 1일   | 특명계, 서쪽으로!   | 토다야마 마사시                          | 이즈미 세이지   | 17.8%  |
| 제11화                                                      | 1월 13일         | 부탁                | 오오타 아이                              | 안요 지타쿠미   | 15.7%  |
| 제12화                                                      | 1월 20일         | SPY                 | 사쿠라이 타케하루                        | 콘도 토시아키   | 17.2%  |
| 제13화                                                      | 1월 27일         | 매직                | 브라질리 안 야마다                       | 히가시 신지     | 17.1%  |
| 제14화                                                      | 2월 3일          | 추락한 우상         | 오오타 아이                              | 콘도 토시아키   | 17.5%  |
| 제15화                                                      | 2월 10일         | 노려진 형사         | 토다야마 마사시                          | 이즈미 세이지   | 17.8%  |
| 제16화                                                      | 2월 17일         | 숨겨져 있던 얼굴    | 타마다 요시마사 (협력:니시무라 야스아키) | 이즈미 세이지   | 15.8%  |
| 제17화                                                      | 2월 24일         | 수상한 이웃         | 토쿠나가 토미히코                        | 히가시 신지     | 17.2%  |
| 제18화                                                      | 3월 3일          | 우쿄, 감기에 걸리다 | 코사와 료타                              | 히가시 신지     | 18.1%  |
| 최종화                                                      | 3월 10일         | 신의 우울           | 사쿠라이 타케하루                        | 이즈미 세이지   | 20.4%  |
| 평균 시청률 17.7% (시청률은 칸토 지구·비디오 리서치사 조사) |                  |                     |                                          |                 |        |

### season9
- 2010년 10월 20일 ~ 2011년 3월 9일, 전 18화, 평균 시청률 20.4%.
- 제10화는 토요일 21시 00분부터 23시 10분까지의 2시간 10분 SP.
- 최종화는 20시 00분부터 21시 48분까지의 2시간 SP.

| 화 수                                                       | 방송일           | 부제                    | 각본                              | 감독            | 시청률 |
| ----------------------------------------------------------- | ---------------- | ----------------------- | --------------------------------- | --------------- | ------ |
| 제1화                                                       | 2010년 10월 20일 | 얼굴이 없는 남자        | 토다야마 마사시                   | 이즈미 세이지   | 17.7%  |
| 제2화                                                       | 10월 27일        | 얼굴이 없는 남자~속죄   | 토다야마 마사시                   | 이즈미 세이지   | 19.6%  |
| 제3화                                                       | 11월 10일        | 최후의 아틀리에         | 오오타 아이                       | 콘도 토시아키   | 18.4%  |
| 제4화                                                       | 11월 17일        | 과도기                  | 사쿠라이 타케하루                 | 콘도 토시아키   | 20.2%  |
| 제5화                                                       | 11월 24일        | 운명의 여성             | 오오타 아이                       | 콘도 토시아키   | 21.1%  |
| 제6화                                                       | 12월 1일         | 폭발                    | 사쿠라이 타케하루                 | 콘도 토시아키   | 20.5%  |
| 제7화                                                       | 12월 8일         | 9시부터 10시까지        | 토쿠나가 토미히코                 | 히가시 신지     | 19.7%  |
| 제8화                                                       | 12월 15일        | 보더라인                | 사쿠라이 타케하루                 | 하시모토 하지메 | 21.2%  |
| 제9화                                                       | 12월 22일        | 조짐                    | 토다야마 마사시                   | 히가시 신지     | 19.3%  |
| 제10화                                                      | 2011년 1월 1일   | 성전                    | 코사와 료타                       | 이즈미 세이지   | 19.3%  |
| 제11화                                                      | 1월 12일         | 너무 많이 죽은 남자     | 브라질리 안 야마다                | 하시모토 하지메 | 19.8%  |
| 제12화                                                      | 1월 19일         | 초대받지 않은 손님      | 토다야마 마사시                   | 콘도 토시아키   | 20.4%  |
| 제13화                                                      | 1월 26일         | 통보자                  | 오오타 아이                       | 콘도 토시아키   | 22.5%  |
| 제14화                                                      | 2월 2일          | 우쿄의 슈트             | 토쿠나가 토미히코                 | 히가시 신지     | 20.4%  |
| 제15화                                                      | 2월 16일         | 겨울 바람 소리          | 사쿠라이 타케하루                 | 이즈미 세이지   | 21.2%  |
| 제16화                                                      | 2월 23일         | 감찰 대상 스기시타 우쿄 | 토다야마 마사시                   | 타무라 코조     | 23.7%  |
| 제17화                                                      | 3월 2일          | 진카와 경부보의 활약    | 토다야마 마사시                   | 히가시 신지     | 22.7%  |
| 최종화                                                      | 3월 9일          | 망령                    | 토다야마 마사시 코시미즈 야스히로 | 이즈미 세이지   | 20.0%  |
| 평균 시청률 20.4% (시청률은 칸토 지구·비디오 리서치사 조사) |                  |                         |                                   |                 |        |

### season10
- 2011년 10월 19일 ~ 2012년 3월 21일, 전 19화, 평균 시청률 16.6%.
- 타이틀 로고는 《파트너 ten》.
- 제1화는 20시 00분부터 21시 48분까지의 2시간 SP.
- 제10화는 일요일 21시 00분부터 23시 30분까지의 2시간 반 SP.
- 최종화는 20시 00분부터 22시 09분까지의 2시간 9분 SP.

| 화 수                                                       | 방송일           | 부제                  | 각본              | 감독            | 시청률 |
| ----------------------------------------------------------- | ---------------- | --------------------- | ----------------- | --------------- | ------ |
| 제1화                                                       | 2011년 10월 19일 | 속죄                  | 코시미즈 야스히로 | 이즈미 세이지   | 19.7%  |
| 제2화                                                       | 10월 26일        | 신기루                | 사쿠라이 타케하루 | 히가시 신지     | 17.4%  |
| 제3화                                                       | 11월 2일         | 늦여름                | 오오타 아이       | 콘도 토시아키   | 15.0%  |
| 제4화                                                       | 11월 9일         | 라이프라인            | 사쿠라이 타케하루 | 콘도 토시아키   | 17.0%  |
| 제5화                                                       | 11월 16일        | 사라진 여자           | 토다야마 마사시   | 히가시 신지     | 16.5%  |
| 제6화                                                       | 11월 23일        | 라스트 송             | 토다야마 마사시   | 하시모토 하지메 | 13.9%  |
| 제7화                                                       | 11월 30일        | 제비꽃색의 연구       | 토쿠나가 토미히코 | 타무라 코조     | 18.3%  |
| 제8화                                                       | 12월 7일         | 포커스                | 모리구치 유스케   | 하시모토 하지메 | 13.1%  |
| 제9화                                                       | 12월 14일        | 아스나로의 노래       | 사쿠라이 타케하루 | 안요지 타쿠미   | 15.1%  |
| 제10화                                                      | 2012년 1월 1일   | 피에로                | 오오타 아이       | 이즈미 세이지   | 16.2%  |
| 제11화                                                      | 1월 11일         | 명탐정 재등장         | 토다야마 마사시   | 콘도 토시아키   | 16.3%  |
| 제12화                                                      | 1월 18일         | 운이 너무 좋은 여자   | 코사와 료타       | 콘도 토시아키   | 18.4%  |
| 제13화                                                      | 1월 25일         | 남빛보다도 푸르게     | 타카하시 유야     | 타무라 코조     | 15.2%  |
| 제14화                                                      | 2월 1일          | 악우                  | 토쿠나가 토미히코 | 히가시 신지     | 15.0%  |
| 제15화                                                      | 2월 8일          | 안테나                | 사쿠라이 타케하루 | 이즈미 세이지   | 15.1%  |
| 제16화                                                      | 2월 15일         | 선서                  | 토다야마 마사시   | 이즈미 세이지   | 14.5%  |
| 제17화                                                      | 2월 29일         | 진카와, 아버지가 되다 | 모리구치 유스케   | 콘도 토시아키   | 14.0%  |
| 제18화                                                      | 3월 7일          | 지켜야 하는 것        | 하세베 바쿠시노   | 콘도 토시아키   | 16.5%  |
| 최종화                                                      | 3월 21일         | 죄와 벌               | 코시미즈 야스히로 | 이즈미 세이지   | 20.5%  |
| 평균 시청률 16.6% (시청률은 칸토 지구·비디오 리서치사 조사) |                  |                       |                   |                 |        |

### season11
- 2012년 10월 10일 ~ 2013년 3월 20일, 전 19화, 평균 시청률 17.3%.
- 타이틀 로고는 《파트너 Eleven》.
- 제1화·최종화는 20시 00분부터 22시 09분까지의 2시간 9분 SP.
- 제11화는 《TV 아사히 개국 55주년 기념》으로 화요일 21시 00분부터 23시 30분까지의 2시간 반 SP.

| 화 수                                                       | 방송일           | 부제                    | 각본                                   | 감독            | 시청률 |
| ----------------------------------------------------------- | ---------------- | ----------------------- | -------------------------------------- | --------------- | ------ |
| 제1화                                                       | 2012년 10월 10일 | 성역                    | 코시미즈 야스히로                      | 이즈미 세이지   | 19.9%  |
| 제2화                                                       | 10월 17일        | 오크션                  | 토다야마 마사시                        | 콘도 토시아키   | 17.3%  |
| 제3화                                                       | 10월 24일        | 골든 보이               | 오오타 아이                            | 이즈미 세이지   | 16.5%  |
| 제4화                                                       | 10월 31일        | 바터                    | 사쿠라이 타케하루                      | 히가시 신지     | 15.0%  |
| 제5화                                                       | 11월 7일         | ID                      | 하세베 바쿠시노 (협력:모리구치 유스케) | 타무라 코조     | 15.4%  |
| 제6화                                                       | 11월 21일        | 파출소 순경·카이 토오루 | 토쿠나가 토미히코                      | 이즈미 세이지   | 16.4%  |
| 제7화                                                       | 11월 28일        | 유령 저택               | 사쿠라이 타케하루                      | 콘도 토시아키   | 15.7%  |
| 제8화                                                       | 12월 5일         | 기풍                    | 카나이 칸                              | 콘도 토시아키   | 14.0%  |
| 제9화                                                       | 12월 12일        | 숲 속 (전편)            | 코시미즈 야스히로                      | 안요지 타쿠미   | 17.2%  |
| 제10화                                                      | 12월 19일        | 맹렬한 기도 (후편)      | 코시미즈 야스히로                      | 안요지 타쿠미   | 17.8%  |
| 제11화                                                      | 2013년 1월 1일   | 앨리스                  | 오오타 아이                            | 이즈미 세이지   | 17.4%  |
| 제12화                                                      | 1월 16일         | 오프레코                | 토다야마 마사시                        | 콘도 카즈히코   | 19.4%  |
| 제13화                                                      | 1월 23일         | 행복한 왕자             | 토쿠나가 토미히코                      | 콘도 카즈히코   | 15.0%  |
| 제14화                                                      | 2월 6일          | 밸런타인 계획           | 사카이 마사아키                        | 히가시 신지     | 17.1%  |
| 제15화                                                      | 2월 13일         | 동창회                  | 카나이 칸                              | 이즈미 세이지   | 15.4%  |
| 제16화                                                      | 2월 20일         | 신데렐라의 구두         | 하세베 바쿠시노 (협력:카키노키 켄지로) | 콘도 토시아키   | 17.0%  |
| 제17화                                                      | 2월 27일         | 빌리                    | 사쿠라이 타케하루                      | 하시모토 하지메 | 16.7%  |
| 제18화                                                      | 3월 13일         | BIRTHDAY                | 코사와 료타                            | 하시모토 하지메 | 16.5%  |
| 최종화                                                      | 3월 20일         | 술항아리의 뱀           | 사쿠라이 타케하루                      | 이즈미 세이지   | 20.7%  |
| 평균 시청률 17.3% (시청률은 칸토 지구·비디오 리서치사 조사) |                  |                         |                                        |                 |        |

### season12
- 2013년 10월 16일 ~ 2014년 3월 19일, 전 19화, 평균 시청률 17.4%.
- 타이틀 로고는 《파트너 12》.
- 제1화·최종화는 20시 00분부터 22시 09분까지의 2시간 9분 SP.
- 제8화는 TV 아사히 개국 55주년 기념 프로젝트인 《55시간 TV》의 일환으로 방송.
- 제10화는 《개국 55주년 기념》으로 21시 00분부터 23시 30분까지의 2시간 반 SP.

| 화 수                                                       | 방송일           | 부제                | 각본                              | 감독            | 시청률 |
| ----------------------------------------------------------- | ---------------- | ------------------- | --------------------------------- | --------------- | ------ |
| 제1화                                                       | 2013년 10월 16일 | 빌리버              | 코시미즈 야스히로                 | 이즈미 세이지   | 19.7%  |
| 제2화                                                       | 10월 23일        | 살인의 정리         | 카나이 칸                         | 이즈미 세이지   | 17.0%  |
| 제3화                                                       | 10월 30일        | 원인균              | 사쿠라이 타케하루                 | 이즈미 세이지   | 15.9%  |
| 제4화                                                       | 11월 6일         | 이별의 댄스         | 토다야마 마사시                   | 히가시 신지     | 18.6%  |
| 제5화                                                       | 11월 13일        | 엔트리 시트         | 카나이 칸                         | 콘도 토시아키   | 16.8%  |
| 제6화                                                       | 11월 20일        | 우쿄의 손목 시계    | 토쿠나가 토미히코                 | 콘도 토시아키   | 15.6%  |
| 제7화                                                       | 11월 27일        | 목격 증언           | 이이다 타케시 (사쿠라이 타케하루) | 히가시 신지     | 14.4%  |
| 제8화                                                       | 12월 4일         | 최후의 숙녀         | 토다야마 마사시                   | 하시모토 하지메 | 15.4%  |
| 제9화                                                       | 12월 11일        | 갈매기가 죽은 날    | 코시미즈 야스히로                 | 하시모토 하지메 | 16.9%  |
| 제10화                                                      | 2014년 1월 1일   | 보마                | 오오타 아이                       | 이즈미 세이지   | 19.6%  |
| 제11화                                                      | 1월 8일          | 데이드림            | 타카하시 유야                     | 안요지 타쿠미   | 16.2%  |
| 제12화                                                      | 1월 15일         | 벼랑 끝의 여자      | 카나이 칸                         | 콘도 카즈히코   | 18.6%  |
| 제13화                                                      | 1월 22일         | 우쿄 상의 친구      | 마노 카츠나리                     | 하시모토 하지메 | 17.4%  |
| 제14화                                                      | 2월 5일          | 얼굴                | 마나베 치아키                     | 하시모토 하지메 | 17.6%  |
| 제15화                                                      | 2월 12일         | 낯선 공범자         | 야마모토 무츠미                   | 이즈미 세이지   | 15.6%  |
| 제16화                                                      | 2월 19일         | 너무 많이 들은 남자 | 토다야마 마사시                   | 이즈미 세이지   | 14.9%  |
| 제17화                                                      | 3월 5일          | 히어로              | 카나이 칸                         | 타무라 코조     | 14.4%  |
| 제18화                                                      | 3월 12일         | 바람맞음            | 코사와 료타                       | 콘도 토시아키   | 15.2%  |
| 최종화                                                      | 3월 19일         | 프로텍트            | 코시미즈 야스히로                 | 이즈미 세이지   | 19.6%  |
| 평균 시청률 17.4% (시청률은 칸토 지구·비디오 리서치사 조사) |                  |                     |                                   |                 |        |

### season13
- 2014년 10월 15일 ~ 2015년 3월 18일, 전 19화.
- 타이틀 로고는 《파트너 season13》.
- 제1화·최종화는 20시 00분부터 22시 09분까지의 2시간 9분 SP.
- 제10화는 목요일 21시 00분부터 23시 30분까지의 2시간 반 SP.

| 화 수                                                       | 방송일           | 부제                              | 각본                           | 감독            | 시청률 |
| ----------------------------------------------------------- | ---------------- | --------------------------------- | ------------------------------ | --------------- | ------ |
| 제1화                                                       | 2014년 10월 15일 | 팬텀 어새신                       | 코시미즈 야스히로              | 이즈미 세이지   | 19.8%  |
| 제2화                                                       | 10월 22일        | 14세                              | 모리시타 타다시                | 이케자와 타츠야 | 18.4%  |
| 제3화                                                       | 10월 29일        | 용서받지 못한 자                  | 카나이 칸                      | 이즈미 세이지   | 15.5%  |
| 제4화                                                       | 11월 5일         | 제3의 여자                        | 토쿠나가 토미히코              | 하시모토 하지메 | 17.3%  |
| 제5화                                                       | 11월 12일        | 최후의 고백                       | 카나이 칸                      | 콘도 카즈히코   | 14.6%  |
| 제6화                                                       | 11월 19일        | 엄마 친구                         | 카나이 칸 (원안:후지이 키요미) | 하시모토 하지메 | 16.2%  |
| 제7화                                                       | 12월 3일         | 사명                              | 마노 카츠나리                  | 이즈미 세이지   | 13.8%  |
| 제8화                                                       | 12월 10일        | 행운의 행방                       | 오오타 아이                    | 콘도 토시아키   | 15.8%  |
| 제9화                                                       | 12월 17일        | 사이드 스토리                     | 이케가미 준야                  | 이케자와 타츠야 | 15.0%  |
| 제10화                                                      | 2015년 1월 1일   | 스트레이 시프                     | 마노 카츠나리                  | 이즈미 세이지   | 16.9%  |
| 제11화                                                      | 1월 14일         | 요네자와 마모루, 최후의 인사      | 토쿠나가 토미히코              | 하시모토 하지메 | 18.3%  |
| 제12화                                                      | 1월 21일         | 학교                              | 후지이 키요미                  | 하시모토 하지메 | 18.3%  |
| 제13화                                                      | 1월 28일         | 인생 최량의 날                    | 야마모토 무츠미                | 하시모토 하지메 | 17.6%  |
| 제14화                                                      | 2월 4일          | 엉겅퀴                            | 오오타 아이                    | 하시모토 하지메 | 16.6%  |
| 제15화                                                      | 2월 11일         | 아유카와 교수 최후의 수업         | 코시미즈 야스히로              | 이즈미 세이지   | 19.9%  |
| 제16화                                                      | 2월 18일         | 아유카와 교수 최후의 수업·해결 편 | 코시미즈 야스히로              | 이즈미 세이지   | 18.0%  |
| 제17화                                                      | 3월 4일          | 여동생이여                        | 카나이 칸                      | 하시모토 하지메 | 17.0%  |
| 제18화                                                      | 3월 11일         | 쓴 물                             | 마노 카츠나리                  | 하시모토 하지메 | 15.5%  |
| 최종화                                                      | 3월 18일         | 다크 나이트                       | 코시미즈 야스히로              | 이즈미 세이지   | 20.3%  |
| 평균 시청률 17.4% (시청률은 칸토 지구·비디오 리서치사 조사) |                  |                                   |                                |                 |        |

### season14
- 2015년 10월 14일 ~ 2016년 3월 16일, 전 20화.
- 타이틀 로고는 《파트너 14》.
- 제1화·최종화는 20시 00분부터 22시 09분까지의 2시간 SP.
- 제10화는 금요일 21시 00분부터 23시 30분까지의 2시간 30분 SP.

| 화 수                                                       | 방송일           | 부제                      | 각본                                       | 감독            | 시청률 |
| ----------------------------------------------------------- | ---------------- | ------------------------- | ------------------------------------------ | --------------- | ------ |
| 제1화                                                       | 2015년 10월 14일 | 프랑켄슈타인의 고백       | 코시미즈 야스히로                          | 이즈미 세이지   | 18.4%  |
| 제2화                                                       | 10월 21일        | 어느 파트너의 죽음        | 마노 카츠나리                              | 하시모토 하지메 | 17.6%  |
| 제3화                                                       | 10월 28일        | 사신                      | 카나이 칸                                  | 하시모토 하지메 | 14.8%  |
| 제4화                                                       | 11월 4일         | 판타스마고리              | 마노 카츠나리                              | 이즈미 세이지   | 15.9%  |
| 제5화                                                       | 11월 18일        | 2045                      | 토쿠나가 토미히코                          | 하시모토 하지메 | 14.9%  |
| 제6화                                                       | 11월 25일        | 첫사랑                    | 타니구치 준이치로 (협력:토쿠나가 토미히코) | 이즈미 세이지   | 14.6%  |
| 제7화                                                       | 12월 2일         | 키모노 기담               | 코시미즈 야스히로                          | 하시모토 하지메 | 14.9%  |
| 제8화                                                       | 12월 9일         | 최종회의 기적             | 후지이 키요미                              | 이케자와 타츠야 | 12.9%  |
| 제9화                                                       | 12월 16일        | 비밀의 집                 | 카나이 칸                                  | 이케자와 타츠야 | 15.0%  |
| 제10화                                                      | 2016년 1월 1일   | 영웅                      | 마노 카츠나리                              | 하시모토 하지메 | 16.7%  |
| 제11화                                                      | 1월 13일         | 공연자                    | 사카가미 카츠에                            | 카네사키 료스케 | 12.6%  |
| 제12화                                                      | 1월 20일         | 진카와라는 이름의 개      | 마노 카츠나리                              | 하시모토 하지메 | 13.7%  |
| 제13화                                                      | 1월 27일         | 이타미 형사의 실직        | 카나이 칸                                  | 히가시 신지     | 15.3%  |
| 제14화                                                      | 2월 3일          | 스포트라이트              | 미야무라 유코                              | 우치카타 아키라 | 14.6%  |
| 제15화                                                      | 2월 10일         | 경찰 혐오                 | 코시미즈 야스히로                          | 하시모토 하지메 | 12.8%  |
| 제16화                                                      | 2월 17일         | 우쿄의 동급생             | 야마모토 무츠미                            | 이케자와 타츠야 | 15.4%  |
| 제17화                                                      | 2월 24일         | 물리학자와 고양이         | 토쿠나가 토미히코                          | 카네사키 료스케 | 14.1%  |
| 제18화                                                      | 3월 2일          | 행방불명의 산 (전편)      | 이케가미 준야                              | 하시모토 하지메 | 13.3%  |
| 제19화                                                      | 3월 9일          | 행방불명의 산 결말 (후편) | 이케가미 준야                              | 하시모토 하지메 | 16.0%  |
| 최종화                                                      | 3월 16일         | 라스트 케이스             | 코시미즈 야스히로                          | 이즈미 세이지   | 15.8%  |
| 평균 시청률 15.3% (시청률은 칸토 지구·비디오 리서치사 조사) |                  |                           |                                            |                 |        |

### season15
- 2016년 10월 12일 ~
- 타이틀 로고는 《파트너 15》.

| 화 수                                     | 방송일           | 부제                      | 각본              | 감독              | 시청률 |
| ----------------------------------------- | ---------------- | ------------------------- | ----------------- | ----------------- | ------ |
| 제1화                                     | 2016년 10월 12일 | 수호신                    | 코시미즈 야스히로 | 하시모토 하지메   | 15.5%  |
| 제2화                                     | 10월 19일        | 체인                      | 마노 카츠나리     | 카네사키 료스케   | 15.3%  |
| 제3화                                     | 10월 26일        | 인생의 회계               | 사쿠라이 토모나리 | 카네사키 료스케   | 14.6%  |
| 제4화                                     | 11월 2일         | 우발심                    | 야마모토 무츠미   | 후지오카 코지로   | 15.3%  |
| 제5화                                     | 11월 9일         | 블루 피카소               | 사카가미 카츠에   | 후지오카 코지로   | 13.6%  |
| 제6화                                     | 11월 16일        | 거짓말쟁이                | 모리시타 타다시   | 하시모토 하지메   | 15.1%  |
| 제7화                                     | 11월 23일        | 페이크                    | 토쿠나가 토미히코 | 곤노 하지메       | 14.4%  |
| 제8화                                     | 11월 30일        | 100%의 여자               | 카나이 칸         | 곤노 하지메       | 15.1%  |
| 제9화                                     | 12월 7일         | 아토핀~카쿠타 과장의 고백 | 미야무라 유코     | 하시모토 하지메   | 12.9%  |
| 제10화                                    | 2017년 1월 1일   | 귀환                      | 마노 카츠나리     | 카네사키 료스케   | 17.3%  |
| 제11화                                    | 1월 11일         | 언터처블                  | 야마모토 무츠미   | 하시모토 하지메   | 14.6%  |
| 제12화                                    | 1월 18일         | 냄새 밥                   | 이케가미 준야     | 스기야마 타이이치 | 13.3%  |
| 제13화                                    | 2월 1일          | 소리없는 사람~농성        | 오타 아이         | 하시모토 하지메   |        |
| 제14화                                    | 2월 8일          | 소리없는 사람~돌입        | 오타 아이         | 하시모토 하지메   |        |
| (시청률은 칸토 지구·비디오 리서치사 조사) |                  |                           |                   |                   |        |

## 영화
파트너 -극장판- 절대 절명! 42.195 km 도쿄 빅 시티 마라톤
TV 아사히 개국 50주년을 기념해 2008년 5월 1일에 개봉된 극장판.
파트너 시리즈 감식·요네자와 마모루의 사건부
2009년 3월 28일에 개봉된 스핀오프.
파트너 -극장판 II- 경시청 점거! 특명계의 가장 긴 밤
파트너 10주년을 기념해 2010년 12월 23일에 개봉된 2번째 극장판.
파트너 시리즈 X DAY
2013년 3월 23일에 개봉된 2번째 스핀오프.
파트너 -극장판 III- 거대 밀실! 특명계 절해의 외딴 섬에
TV 아사히 개국 55주년을 기념해 2014년 4월 26일에 개봉된 3번째 극장판.
파트너 -극장판 IV- 수도 크라이시스 인질은 50 만인! 특명 계 마지막 해결책
2017년에 개봉될 예정인 4번째 극장판.

## 뒷면 파트너
"트리오 더 소이치"의 이타미 미우라, 세리자와와 감식 요네자를 중심으로 한 코미디 원단의 단편 드라마. 《뒷면 파트너 2》에서 노다도 더해져 5인이된다. 시간은 3분.

### 스탭
- 음악 - 이케 요시히코
- 조감독 - 안요지 타쿠미 (뒷면 파트너), 무라 마츠타카시 (뒷면 파트너 2)
- 선곡 - team K (뒷면 파트너) 미타 켄겐 (아울 뒷면 파트너 2)
- 음향 효과 - 오노 요시히코 (오이즈미 소영)
- MA - 후지사와 노부스케
- 광고 - 하스미 리나 (TV 아사히)
- 프로듀서 - 마츠모토 모토히로, 우에다 메구미 (뒷면 파트너), 이토 진 (TV 아사히), 카츠키 준이치 (뒷면 파트너), 니시히라 아츠로, 츠치다 마사미치 (토에이)
- 편성 - 시마카와 히로아츠 (뒷면 파트너), 니시 유야(뒷면 파트너 2) (TV 아사히)
- 제작 - 아사히, 토에이

### 방송 일정

#### 뒷면 파트너
| 화수 | 방송일          | 부제                 | 각본            | 감독          |
| ---- | --------------- | -------------------- | --------------- | ------------- |
| 1    | 2008년 4월 22일 | 갈색 작은 병         | 토다야마 마사시 | 콘도 토시아키 |
| 2    | 4월 23일        | "하나노사토" 기담    | 토다야마 마사시 | 콘도 토시아키 |
| 3    | 4월 24일        | 춤추는 대발모선      | 토다야마 마사시 | 콘도 토시아키 |
| 4    | 4월 25일        | 잠복 함              | 토다야마 마사시 | 콘도 토시아키 |
| 5    | 4월 29일        | 매직 미러            | 토다야마 마사시 | 콘도 토시아키 |
| 6    | 4월 30일        | 이타미의 발 아래     | 토다야마 마사시 | 콘도 토시아키 |
| 7    | 5월 01일        | 속·"하나노사토" 기담 | 토다야마 마사시 | 콘도 토시아키 |
| 8    | 5월 02일        | 사랑하는 이타민      | 토다야마 마사시 | 콘도 토시아키 |

#### 뒷면 파트너2
| 화수 | 전달일          | 방송일                                 | 부제          | 각본              | 감독          |
| ---- | --------------- | -------------------------------------- | ------------- | ----------------- | ------------- |
| 1    | 2009년 3월 18일 | 2009년 4월 06일 2:10 - 2:20(05일 심야) | 숙직의 밤     | 사쿠라이 타케하루 | 안요지 타쿠미 |
| 2    | 3월 25일        | 2009년 4월 06일 2:10 - 2:20(05일 심야) | 치명적인 실수 | 사쿠라이 타케하루 | 안요지 타쿠미 |
| 3    | 4월 01일        | 4월 13일 2:55 - 3:05(12일 심야)        | 경악의 사실   | 사쿠라이 타케하루 | 안요지 타쿠미 |
| 4    | 4월 08일        | 4월 13일 2:55 - 3:05(12일 심야)        | 감식 쇼핑     | 사쿠라이 타케하루 | 안요지 타쿠미 |

#### 뒷면 파트너3
| 화수 | 방송일          | 부제         | 각본            | 감독        |
| ---- | --------------- | ------------ | --------------- | ----------- |
| 1    | 2017년 2월 06일 | 이상의 형사  | 사쿠라이 토모야 | 아즈마 신지 |
| 2    | 2월 07일        | 퍼레이드     | 사쿠라이 토모야 | 아즈마 신지 |
| 3    | 2월 08일        | 국제범죄조직 | 사쿠라이 토모야 | 아즈마 신지 |
| 4    | 2월 09일        | 재회의 때    | 사쿠라이 토모야 | 아즈마 신지 |
| 5    | 2월 10일        | 운명         | 사쿠라이 토모야 | 아즈마 신지 |